# Bryan Bouffier
Bryan Bouffier (Die, 1978. december 1. –) francia raliversenyző.

## Pályafutása
2003-ban a Peugeot Sport gyári versenyzője lett, és három éven át egy Peugeot 206 S1600-assal az aszfaltos francia bajnokságban szerepelt. 2006-ban a Peugeot Sport España versenyzőjeként az európai ralibajnokság több futamán indult. Megnyerte az Antibes-ralit, a pontversenyt pedig ötödikként zárta. 
2007-ben, 2008-ban és 2009-ben megnyerte a lengyel ralibajnokságot, 2010-ben pedig a francia bajnokság győztese volt. 

### IRC
2006-ban szerepelt első alkalommal az interkontinentális ralibajnokság futamain. Igaz, ebben az évben leginkább az Európa-bajnoksággal közös rendezésű futamokon volt érdekelt. 
A 2008-as szezonban szerezte első pontjait a sorozatban, a Barum-ralin elért harmadik helyezésével. 2009-ben egy, 2010-ben pedig négy futamon vett részt, 2011-ben viszont már ezt a sorozatot részesíti előnyben. 
Az idei szezonban a bajnoki cím egyik főesélyese. A kaotikus időjárási körülményeknek, és egy sikeres gumiválasztásnak köszönhetően megnyerte a szezonnyitó monte-carlói versenyt, a negyedik, valamint az ötödik futamon pedig második lett.

## Eredményei

### Interkontinentális ralibajnokság
Győzelmek
| #  | Dátum              | Rali             | Navigátor       | Autó              | Összefoglaló |
| -- | ------------------ | ---------------- | --------------- | ----------------- | ------------ |
| 1. | 2011. január 19-22 | Monte Carlo-rali | Xsavier Panseri | Peugeot 207 S2000 | Összefoglaló |

Statisztika
| Év       | Helyezés | Versenyek/ célbaérés | Pontok | Győzelmek | Dobogók | Szakasz győzelmek |
| -------- | -------- | -------------------- | ------ | --------- | ------- | ----------------- |
| 2006     | -        | 3/3                  | 0      | 0         | 0       | 0                 |
| 2008     | 9.       | 2/2                  | 11     | 0         | 1       | 5                 |
| 2009     | -        | 1/0                  | 0      | 0         | 0       | 0                 |
| 2010     | -        | 4/2                  | 0      | 0         | 0       | 7                 |
| 2011     | 4.       | 7/4                  | 61     | 1         | 3       | 7                 |
| Összesen |          | 17/11                | 72     | 1         | 4       | 19                |